# Elecciones generales de las Islas Feroe de 1988
Elecciones generales tuvieron lugar en las Islas Feroe el 17 de noviembre de 1988.

## Resultados
| Partido | Partido                   | Votos  | %     | Escaños |
| ------- | ------------------------- | ------ | ----- | ------- |
|         | Partido Popular           | 6 692  | 23,2% | 8       |
|         | Partido de la Igualdad    | 6 233  | 21,6% | 7       |
|         | Partido Unionista         | 6 116  | 21,2% | 7       |
|         | República                 | 5 520  | 19,2% | 6       |
|         | Partido del Autogobierno  | 2 033  | 7,1%  | 2       |
|         | Partido Cristiano Popular | 1 582  | 5,5%  | 2       |
|         | Partido del Progreso      | 617    | 2,1%  | 0       |
|         | Independientes            | 13     | 0,0%  | 0       |
| Total   | Total                     | 28 806 | 100,0 | 32      |